# The Secret Diary of Adrian Mole, Aged 13¾
Brasil: O diário secreto de um adolescente / Portugal: O Diário Secreto de Adrian Mole aos 13 anos e ¾ (no original, The Secret Diary of Adrian Mole, Aged 13 3/4) é o primeiro livro da série de comédia ficcional escrito por Sue Townsend. Ele foca as preocupações e lamentações de um adolescente que acredita ser um intelectual. O livro é escrito na forma de diário durante as anos de 1981 e 1982. O diário registra o suposto despertar intelectual de Adrian Mole e suas dúvidas, preocupações e desgraças. Como plano de fundo, ele também se refere a alguns eventos mundiais históricos da época.
O livro foi originalmente publicado pela primeira vez em capa dura pela Methuen em 07 de outubro de 1982. A sequência inclui (em ordem cronológica)

1. * Adrian Mole na Crise da Adolescência (1982)
2. As Confissões Secretas de Adrian Mole (1985)
3. Os Anos Amargos de Adrian Mole (1993)
4. Adrian Mole na Idade do Cappuccino (1995)
5. Adrian Mole e as Armas de Destruição em Massa (2004) e
6. Os Diários Perdidos de Adrian Mole, 1999-2001.

## Filmes, TV e adaptações
O livro de Townsend foi adaptado para o teatro em 1984 com música de  Ken Howard e Alan Blaikley para a série de televisão O Diário Secreto De Um Adolescente em 1985. Existe a previsão para a estreia de um filme em 2009..

### Transmissão em Portugal
A série ficou conhecida por O Diário Secreto de Adrian Mole, estreou no dia 18 de Janeiro de 1987 e era transmitida pela RTP2.
- Domingos, 20h, de 18-01-1987[2] até 01-03-1987[2].